# Hyposphagma

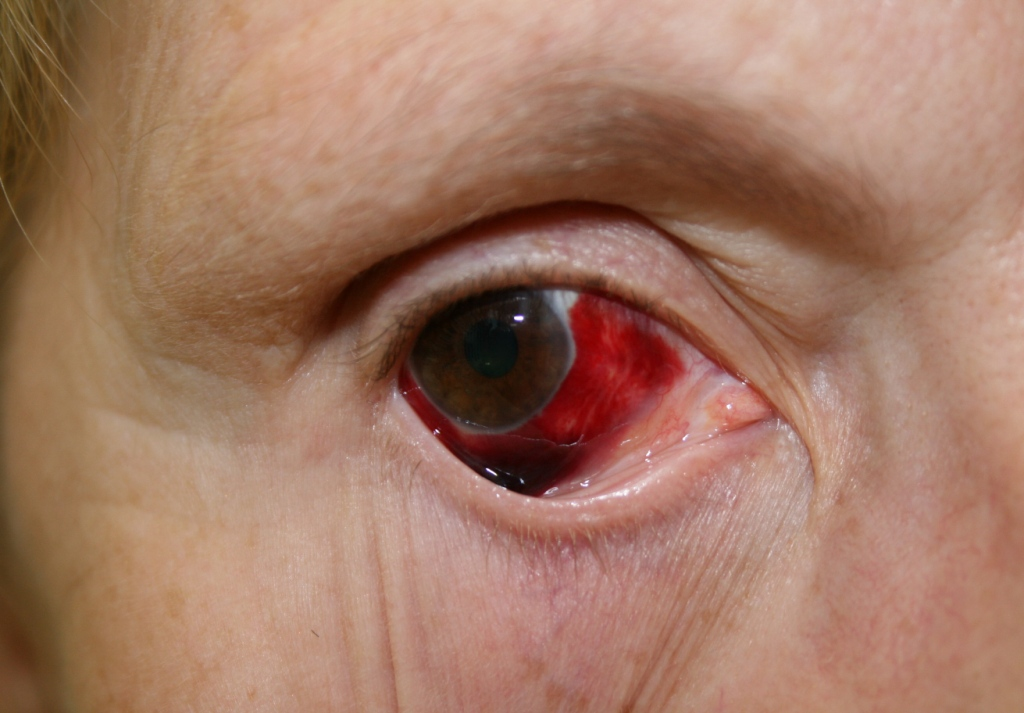
Hyposphagma

Als Hyposphagma (griech. ὑπόσφαγμα hypósphagma ‚blutunterlaufenes Auge‘ u. a.; Plural Hyposphagmata) wird augenheilkundlich eine scharf umrissene Unterblutung der Bindehaut des Auges bezeichnet, auch subkonjunktivale Blutung genannt. Das Hyposphagma imponiert als „akutes rotes Auge“, wobei die Verfärbung auf den Raum zwischen Lederhaut und Bindehaut beschränkt ist, ohne Beteiligung der angrenzenden Hornhaut. Die Blutung selbst ist allgemein schmerzlos, auch kommt es dadurch zu keiner Einschränkung der Sehschärfe.
Hyposphagmata können als harmlose Folge unter alltäglichen Umständen auftreten, jedoch auch das Symptom einer ernsthaften Erkrankung sein. Mögliche Ursachen sind:
- heftiges Niesen oder Husten, z. B. bei Pertussis
- erhöhter Venendruck durch körperliche Anstrengung wie Heben, Pressen, unter Wehen, bei Erbrechen oder während eines Valsalva-Versuchs
- erhöhter Venendruck im Rahmen eines Stauungssyndroms bei z. B. Erdrosseln, Bereich Rechtsmedizin
- starker Bluthochdruck (arterielle Hypertonie) und Gefäßerkrankungen (Arteriosklerose)
- erhöhte Blutungsneigung, z. B. bei Störung oder medikamentöser Hemmung der Blutgerinnung
- traumatische Verletzungen des Auges oder im Bereich des Kopfes
- Augenoperationen, etwa zur Korrektur einer Fehlsichtigkeit (z. B. LASIK)
- Infektiöse akute Bindehautentzündungen durch Viren (Akute hämorrhagische Konjunktivitis)
- Infektionskrankheiten mit hämorrhagischer Symptomatik wie etwa Leptospirosen

Differenzialdiagnostisch ist das Hyposphagma gegenüber einer Bindehautentzündung und einem Hyphaema abzugrenzen. Wenn keine begleitenden Verletzungen oder Fremdkörper vorliegen, ist eine Behandlung der subkonjunktivalen Blutung nicht erforderlich, da der Bluterguss abgebaut wird und nach etwa 10–14 Tagen resorbiert ist.